# Jens Bartler
Jens Anders Bartler, född 24 augusti 1907 i Hudiksvall, död 2 januari 2010 i Falköping, var en svensk musikdirektör. 
Bartler avlade organistexamen vid Kungliga Musikhögskolan 1929, musiklärarexamen 1930, kyrkosångarexamen 1931, bedrev orgelstudier för Fritz Heitmann i Berlin 1934 samt i Leipzig samma år och i Frankrike 1937. Han blev musiklärare vid högre allmänna läroverket i Uddevalla 1932, högre allmänna läroverket i Falköping 1936–1972 samt var organist och kantor i Falköpings församling 1936–1972. Efter pensioneringen vikarierade han ofta som organist i kyrkor i Falköping med omnejd. Han var dirigent i Falköpings orkesterförening 1936–1947 och komponerade Kantat (1939) samt körverk och sånger. Han tilldelades Svenska körförbundets och Svenska kyrkosångsförbundets förtjänsttecken samt Per Adolf Bergs jetong för orgelspelning.